# Anders de la Motte
Anders de la Motte, né le 19 juin 1971 à Billesholm en Scanie, est un écrivain suédois, auteur de thriller.

## Biographie
Il passe son enfance dans son village natal, alors que sa mère est bibliothécaire à Bjuv. 
Installé à Stockholm, il reçoit une formation d'agent de police et travaille dans les services de l'ordre de la capitale suédoise de 1994 à 2002, année où il déménage avec sa famille à Lomma. De 2005 à 2012, il est responsable de la sécurité chez Dell à Copenhague et supervise la sécurité des activités de la compagnie en Europe, au Moyen-Orient et en Afrique. Cette expérience professionnelle sera largement utilisée dans ses romans policiers.
En 2010, il publie Oserez-vous entrer ? (Geim), le premier d'une trilogie dont les héros sont Henrik "HP" Pettersson, un petit escroc qui se fait piéger par un jeu électronique, et sa sœur Rebecca Normén, qui exerce le métier de garde du corps. Ce titre vaut à son auteur le prix du meilleur premier roman décerné par la Svenska Deckarakademin (Académie suédoise des auteurs de romans policiers). La trilogie se poursuit, en 2011, avec Buzz : virtuel ou réel (Buzz) et se conclut, en 2012, avec Bubble : proie ou prédateur ? (Bubble). 
Paru en 2015, Ultimatum (UltiMatum), un roman policier plus classique, narre une enquête de Julia Gabrielsson, une inspectrice de la brigade criminelle.

## Œuvre

### Romans

#### TrilogieHP Pettersson et Rebecca Normén
- Geim (2010) Publié en français sous le titre Oserez-vous entrer ?, Paris, Fleuve noir, 2013  (ISBN 978-2-265-09740-7) ; réédition, Paris, Pocket, coll. « Presses-Pocket » no 15825, 2013  (ISBN 978-2-266-24638-5)
- Buzz (2011) Publié en français sous le titre Buzz : virtuel ou réel, Paris, Fleuve noir, 2014  (ISBN 978-2-265-09757-5) ; réédition, Paris, Pocket, coll. « Presses-Pocket » no 15826, 2014  (ISBN 978-2-266-24639-2)
- Bubble (2012) Publié en français sous le titre Bubble : proie ou prédateur ?, Paris, Fleuve noir, 2014  (ISBN 978-2-265-09758-2) ; réédition, Paris, Pocket, coll. « Presses-Pocket » no 15827, 2015  (ISBN 978-2-266-24640-8)

#### Autres romans
- MemoRandom (2014) Publié en français sous le titre Défaillance, Paris, Fleuve noir, 2015  (ISBN 978-2-265-09889-3) ; réédition, Paris, Pocket, coll. « Presses-Pocket » no 16605, 2016  (ISBN 978-2-266-26797-7)
- UltiMatum (2015) Publié en français sous le titre Ultimatum, Paris, Fleuve noir, 2017  (ISBN 978-2-265-09890-9)
- Slutet på sommaren (2016)

## Prix et distinctions

### Prix
- Svenska Deckarakademin (sv) du meilleur premier roman 2010 pour Oserez-vous entrer ? (Geim)
- Svenska Deckarakademin 2015 pour Ultimatum (UltiMatum)